# 生于紫室者佐伊
生于紫室者佐伊（中古希腊语：Ζωή Πορφυρογέννητη，“佐伊”意为“生命”；约978年—1050年）在1042年4月–6月担任東羅馬帝國女皇，与妹妹生于紫室者塞奥多拉共同掌握实权统治。1028年–1050年她是丈夫罗曼努斯三世、米海尔四世和君士坦丁九世的皇后。
佐伊诞生时，她的父亲君士坦丁是其兄瓦西里二世名义上的共治皇帝。1025年，即佐伊47岁时，瓦西里去世。佐伊的父亲君士坦丁独掌大权，史称君士坦丁八世。君士坦丁无子，希望把一个女儿嫁出去来延续王朝。佐伊50岁时与罗曼努斯·阿吉洛斯结婚。翌日她在父亲死后，和丈夫双双登上皇位，罗曼努斯·阿吉洛斯史称罗曼努斯三世。
佐伊和罗曼努斯三世的婚姻出现问题，罗曼努斯于1034年被发现死在浴室里。人们认为罗曼努斯为佐伊或她年轻的情人所害，或者两人共同将罗曼努斯害死。佐伊与其情人在罗曼努斯被谋杀的同日成婚，翌日她的丈夫加冕为皇帝，史称米哈伊尔四世。1041年，米哈伊尔四世病笃，其兄宦官孤儿院院长约翰等人说服佐伊收养丈夫的外甥敛缝工米哈伊尔。
敛缝工米哈伊尔即皇帝位，史称米哈伊尔五世，未几流放佐伊。米哈伊尔五世此行引发民众起义，推翻他的皇位，并使佐伊和她的妹妹塞奥多拉就职为共治女皇帝。同妹妹共同执政两个月后，佐伊与前情人君士坦丁·摩诺马赫结婚，君士坦丁·摩诺马赫就职为皇帝，史称君士坦丁九世，佐伊将权力移交给他。然而，佐伊继续以帝国的继承人和罗马人的女皇帝的身份统治着帝国。八年后，佐伊去世，享年72岁。佐伊统治期间，罗马军队衰落，土耳其人首次入侵东安纳托利亚。

## 早年（约978年–1028年）

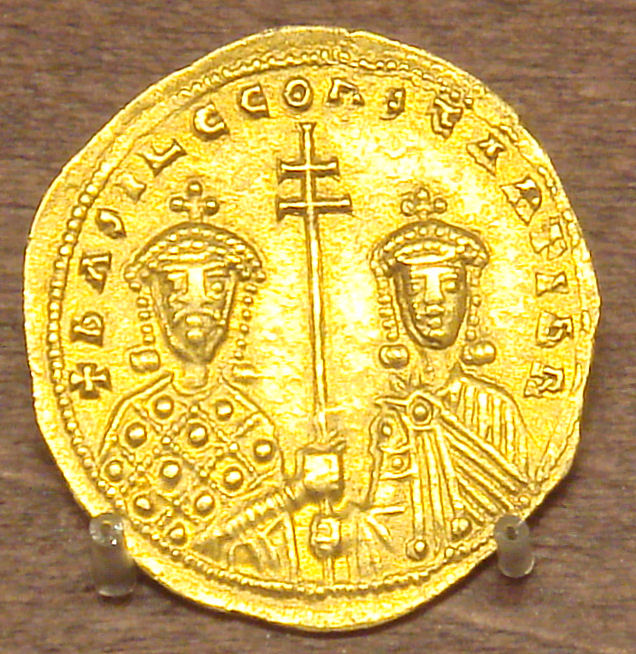
碟形希斯塔麦伦金币描绘的手拿十字架的瓦西里二世和君士坦丁八世

佐伊是生于紫室者，“生于紫室者”用来称呼在位皇帝在首都出生的孩子。佐伊是君士坦丁八世与妻子海伦娜的次女。佐伊的父亲在962年两岁时成为共治皇帝。君士坦丁八世的兄长、地位最高的共治统治者瓦西里二世十分疼爱自己的侄女，但阻止她们嫁给任何罗马贵族，因为这将使她们的丈夫拥有登上皇位的权利。瓦西里二世不信任富有影响的女性，不愿让姻亲干涉政府。身为女性，她们不能行使任何国家权力；在这一点上，她们唯一的发言权是选择，或者更有可能是接受或拒绝一个在结婚时获得其权威的丈夫。因此，佐伊居住在闺房之中度过多年默默无闻的生活。
身为合意的皇室公主，佐伊在996年被视为神圣罗马皇帝奥托三世的可能新娘。第二个使团于1001年派遣，由米兰大主教阿诺尔夫二世率领，任务是从君士坦丁的三个女儿中挑选奥托的新娘。在君士坦丁的三个女儿之中，最年长的欧多西亚因天花而毁容，而最年幼的塞奥多拉相貌平平。只有年龄居中的佐伊相貌出众，性感妩媚，因此，阿诺尔夫选择23岁的佐伊，瓦西里二世同意了。1002年1月，佐伊陪同阿诺尔夫起航前往意大利，当舰船抵达巴里时，奥托死讯传来，她不得不乘上来时的舰船打道回府。
1025年12月15日，瓦西里二世去世，君士坦丁八世登上皇位，成为唯一的皇帝，自此统治到1028年11月11日，持续不到三年。佐伊的另一个结婚机会出现在1028年，来自神圣罗马帝国的使团抵达君士坦丁堡，提出两个帝国联姻的提议。得知康拉德二世的儿子海因里希只有十岁时，君士坦丁和佐伊断然拒绝了该提议。君士坦丁决定将他的一个女儿嫁给合适的贵族来延续皇室。最初决定选择杰出贵族前任安条克总督君士坦丁·达拉塞诺斯。皇帝立即派心腹宦官埃尔戈多特斯前去亚美尼亚军区将达拉塞诺斯紧急召回君士坦丁堡。禁卫军大元帅西米恩期望找个更软弱温顺的君主，说服皇帝收回成命，皇帝随即派另一名信使前去截住埃尔戈多特斯，通知达拉塞诺斯不必前来。广泛征求过意见后，君士坦丁选择了君士坦丁堡城市行政官罗曼努斯·阿吉洛斯。罗曼努斯抵达宫殿，带到皇帝面前，皇帝给他两个选择：要么立即离婚，与皇帝的一位女儿结婚，并就此成为皇帝；要么立即受瞽刑。罗曼努斯默默无语，犹豫不决，但他的妻子海伦娜没有犹豫，剃光头发，以玛利亚为修女名进入修道院。君士坦丁命幼女塞奥多拉做罗曼努斯之妻，但塞奥多拉违抗父亲的命令，以罗曼努斯已婚为由，拒绝与罗曼努斯结婚；此外，她与罗曼努斯两人是没出三代的同辈表亲，血缘关系太近，不可能结婚。因此，君士坦丁八世选择佐伊做罗曼努斯的妻子。1028年11月10日，佐伊和罗曼努斯在皇宫中的礼拜室中成婚。翌日，君士坦丁去世，这对新婚夫妇共同登上皇位。

## 罗曼努斯三世统治时期（1028年–1034年）

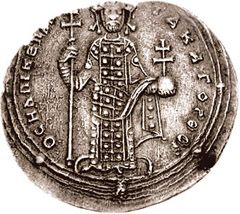
罗曼努斯三世的银币米利阿列松

佐伊多年来一直与妹妹生活在同样受约束的闺房中，她颇为厌恶塞奥多拉。佐伊从来没有饶恕过塞奥多拉，塞奥多拉如果愿意接受父亲选择的丈夫，以她的性格优势，她们的父亲会把帝国交给她。罗曼努斯因为塞奥多拉拒绝自己的求婚而讨厌她，也因为她富有才能而害怕她。罗曼努斯命瓦西里二世的宦官约翰（后来的孤儿院院长）从修道院复出，约翰受任命为普世牧首秘书长，负责监视塞奥多拉。不久之后，塞奥多拉受指控与普列西安合谋篡夺皇位。普列西安先被监禁在曼努埃尔修道院，调查中指控成立后，普列西安被刺瞎双目，他的母亲玛利亚被从都城驱逐。未几，在1029年10月底之前，罗曼努斯的侄女婿色米姆总督君士坦丁·狄奥根尼斯被控密谋弑君篡位，塞奥多拉也涉嫌参与其中。塞奥多拉被强行关进佩特里昂修道院。1031年9月，佐伊前来拜访妹妹，强迫她剃发，出家做修女。
与佐伊结婚后，罗曼努斯想要创建自己的王朝。罗曼努斯病急乱投医，听信那些治疗性功能障碍的专家，身上涂满药膏，做按摩治疗。医生向罗曼努斯许诺，自己有能力治愈不育症。与此同时，五十岁的佐伊也不甘落后，不顾年事已高，拼命想要怀孕。佐伊身上也涂满药膏，挂满护身符，完成各种繁杂冗长的仪式，只为了怀孕。而这一切都归于徒劳。由于妻子未能怀孕，很快罗曼努斯便放弃了留下后代的打算，对佐伊关注减少。罗曼努斯拒绝给佐伊支用内帑的资金，仅仅每年给她一笔固定的津贴。罗曼努斯对佐伊厌恶至极，不仅拒绝与她性交，甚至不肯与她共处一室。
佐伊又气又恼，据说转头与君士坦丁·阿尔托克里内斯和君士坦丁·摩诺马赫发生婚外情。罗曼努斯对此睁一只眼闭一只眼，自己也找了个情妇。1033年，出身微贱的宦官孤儿院院长约翰把自己的弟弟米哈伊尔带到宫中，正式觐见罗曼努斯和佐伊。米哈伊尔体态匀称，面颊红润，焕发青春朝气，眼睛炯炯有神。罗曼努斯几乎没有留意米哈伊尔，佐伊却立刻被他的魅力迷住。佐伊此后满脑子都想着米哈伊尔这个格外英俊的少年，并几次请他到她的私人住处。米哈伊尔起初对女皇帝的求爱勉为其难，经兄长教导，他学会取悦女皇帝，便放下最初的羞赧，和她定下私情。米哈伊尔对与佐伊偷情没什么热情，尽管成为女皇帝的情人让他颇为自满。佐伊开始公开夸耀自己的情人，并公开宣称要让他当皇帝。对罗曼努斯而言，他似乎很长一段时间也没察觉到发生了什么，远没有怀疑米哈伊尔，还让他担任自己的私人侍从，此时罗曼努斯的健康每况愈下，行走也出现困难，时常找米哈伊尔为自己按摩腿脚，在身边人看来，罗曼努斯还故意对自己妻子婚外情视而不见。最终，罗曼努斯的妹妹普尔科莉亚无法再忍受那些流言飞语，便对他讲述了佐伊的婚外情，还警告他有被谋害的危险。直到此时，罗曼努斯才派人找来米哈伊尔，命令他向圣物发誓称这一切都不属实。米哈伊尔毫不犹豫地发下誓言之后，罗曼努斯似乎完全相信了，认定这些传言不足为信。宫廷官员和后来的编年史家米哈伊尔·普塞洛斯写道：
我曾与一位当时常去宫廷的绅士交谈过，他对佐伊的风流韵事了如指掌，他也为我提供了这段历史的资料。他告诉我，罗曼努斯确实希望在某种程度上确信佐伊不是米哈伊尔的情人。另一方面，他也知道她被异性深深吸引，可以说是激情如火。因此，为了防止她与许多人分享她的恩惠，他对她与一个人交往并不特别反感。虽然他假装没有看到，但他让女皇帝最大限度满足她的欲望。
1034年初，罗曼努斯病笃，人们普遍认为佐伊和米哈伊尔密谋要毒死他。罗曼努斯脸部肿胀，呼吸困难，头发几乎掉光了，只剩几根头发散落在额头上。罗曼努斯没有感到绝望，把自己交给医生，希望他们的医术能使他恢复健康。4月11日，罗曼努斯被发现死在浴室里。佐伊得知丈夫死讯后，走进浴室，看了罗曼努斯一眼，然后就离开了。根据米哈伊尔·普塞洛斯的说法，他的一些侍从在“罗曼努斯一如既往把头扎进水中时，他们按住他的头部好一段时间，趁机让他窒息”。约翰·斯基里泽斯写下了一个最简单不过的事实，罗曼努斯是在圣宫中浴室的主浴池被米哈伊尔的爪牙扼死的。埃德萨的马修则坚称罗曼努斯是被佐伊毒杀的。

## 米哈伊尔四世统治时期（1034年–1041年）

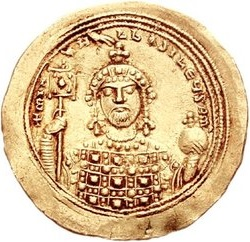
米哈伊尔四世的希斯塔麦伦

罗曼努斯三世去世同日，佐伊不顾朝臣劝阻，与米哈伊尔结婚。佐伊派人把米哈伊尔召来，给他穿上金缎长袍，把皇冠戴在他头上，让他坐在华丽的宝座上，她自己也穿着同样的衣服坐在他身边。当晚米哈伊尔被宣布就职为皇帝。翌日，普世牧首阿莱克修斯一世被召入宫中来主持新皇帝的加冕礼。虽然阿莱克修斯最初拒绝合作，直到佐伊给他手里塞了五十磅黄金，还给随他前来的教士也拿了五十磅金时，他才改变主意。阿莱克修斯加冕米哈伊尔为新任罗马人的皇帝，是为米哈伊尔四世，米哈伊尔四世自此统治罗马，直到1041年去世。
尽管佐伊认为米哈伊尔会是比罗曼努斯更忠诚的丈夫，但她很快就要失望了。米哈伊尔四世担心佐伊会像对待罗曼努斯那样背叛他，所以他把佐伊排除在政治之外，把所有的权力都交到他的兄长宦官孤儿院院长约翰的手中。米哈伊尔四世身患癫痫，最担心的便是佐伊出现在自己癫痫发作的场合，因而决心完全不和她见面。年纪尚轻的米哈伊尔还出现了使他无法过正常的性生活的疾病浮肿。佐伊再度被软禁在闺房之中，遭受严密监视。1037年，心怀不满的女皇帝试图借助一位给孤儿院院长约翰提供泻药的医生给他下毒。佐伊的心腹宦官斯古里泽斯成功用大量礼物和巨额财富贿赂了医生，以换取他的合作，但医生的一个仆人将此报告给约翰，阴谋发觉。这位医生被流放到安条克老家，提供毒药的君士坦丁·穆库佩莱斯被流放，佐伊被置于更严密的监视之下。
至1041年，米哈伊尔四世的病情不断恶化，渐至弥留。宦官约翰急于确保权力仍在自己手中，诱使佐伊收养他和米哈伊尔四世的姐姐的儿子米哈伊尔。1041年12月10日，米哈伊尔自知大限将至，下令把自己抬到他修建的圣葛斯默与圣达弥盎修道院中，他在那里脱下了皇帝的紫袍，摘下冠冕，换上僧袍。同日，米哈伊尔四世去世，临终前，他的妻子匆匆赶来，恳求见他最后一面，但米哈伊尔不肯见她，他的外甥米哈伊尔加冕为皇帝，是为米哈伊尔五世。

## 米哈伊尔五世统治时期（1041年–1042年）

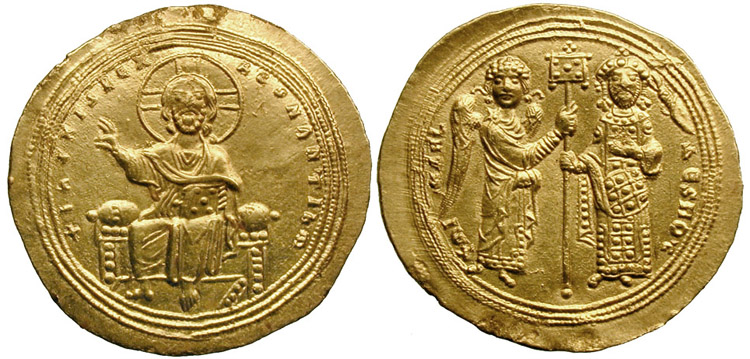
米哈伊尔五世的希斯塔麦伦式样

米哈伊尔五世即位前发誓，在佐伊有生之年，她都是他的女主人、君主和母亲，要对她言听计从，他在执政的头几天里，嘴上不断挂着诸如“女皇帝”、“我的女主人”、“我是她的仆人”、“无论她做什么决定”等字眼。没有已知的米哈伊尔五世统治时期的硬币留存至今，但在确定属于他统治时期的金币希斯塔麦伦式样中，描绘的是佐伊的肖像，而非米哈伊尔的肖像。在另一舅父君士坦丁的挑唆下，米哈伊尔驱逐了舅父孤儿院院长约翰，孤儿院院长约翰被流放到莫诺巴特修道院。佐伊还利用这个机会驱逐了米哈伊尔的另外两个舅父：禁卫军大元帅君士坦丁被撤职，被流放到他在奥普希金军区的地产（后在米哈伊尔五世的要求下被召回）；首席显贵乔治被流放回自己老家帕夫拉戈尼亚。好景不长，佐伊很快就被米哈伊尔软禁在闺房之中，只能拿到一笔微薄的生活费。1042年4月18日晚，士兵冲进闺房逮捕佐伊，指控佐伊意图弑君。随后的审判上，一批作伪证者出庭，按照他们被收买时所要求的那样背出证词，而佐伊甚至不得开言为自己辩护。佐伊最后被扔到一艘船上，并在当晚流放到马尔马拉海岛屿比于卡达。船载她离开时，佐伊流着泪向伯父瓦西里二世的魂灵呼唤：
是你，我的伯父和皇帝，我一出生，你就把我裹在襁褓里，你爱我，尊贵我，胜过尊贵我的姐妹，因为，正如我经常听到见过你的人说的那样，我和你如同是一个模子刻出来的。你亲吻我，把我抱在怀里时说：“祝你好运，我亲爱的，愿你长命百岁，成为我们家族的荣耀，成为我们帝国最了不起的礼物！”也是你，小心翼翼把我抚养长大，培养我，你在我手中看到了这个帝国的美好未来。但你的希望落空了，因为我蒙受了耻辱。我让我的家族蒙羞，受到最可怕的指控，被驱逐出皇宫，流放到我不知道的地方，被判有罪。据我所知，他们可能会把我扔给野兽做猎物，或者把我淹死在海里。我求你，从天堂守护我，尽你的全力保护你的侄女。
抵达自己被放逐的小岛后，佐伊的绝望情绪多少得到一些恢复，她感谢上帝，她还活着，并立即向上帝祈祷和献祭。一群人奉命剪掉佐伊的头发。佐伊被送进修道院，被迫做修女。
翌日清晨，米哈伊尔召集元老院成员开会，与会者签署同意对佐伊的判决书。随后在君士坦丁集会所，君士坦丁堡城市行政官亲自向人群宣读了判决书。佐伊再度被指控屡次图谋杀死自己的共治皇帝，是自作自受。判决书上还着重强调米哈伊尔是别无选择才选择如此，而普世牧首阿莱克修斯作为她一系列阴谋的共犯也要被流放。城市行政官还没读完判决书，人群之中便有人高喊着推翻诽谤合法女皇帝佐伊的篡权者米哈伊尔。随声附和的人群很快行动起来，扑上去要抓住城市行政官，而他溜之夭夭，捡回一命。随即爆发叛乱，席卷全城，揭竿而起的君士坦丁堡民众汇聚为一支庞大的队伍。甚至妇女也走上街头，捍卫女皇帝，喊道：
唯有她心灵高贵，唯有她容貌美丽，她会在哪里呢？在所有妇女中，唯独她是自由的，她是整个皇室的女主人，她是帝国的合法继承人，她的父亲是皇帝，她的祖父曾经是君主，在他之前的——是的，她的曾祖父也是君主吗？这个出身低微的家伙岂敢对这种血统的女人动手？他怎么会想出如此卑鄙的念头来对付她？这个世界上再没有谁如此大胆了。
米哈伊尔五世对骚乱的进展感到震惊，为保住皇位，不得不将佐伊从比于卡达接回皇宫，给佐伊脱下粗糙的羊毛僧衣，换上紫袍。穿着妥当之后，佐伊和米哈伊尔共同前往与皇宫直接相连的大竞技场的皇帝包厢中，以安抚民众，然而，米哈伊尔一露面，就设法向民众发表演说，再度激起民众愤怒，民众开始准备向皇宫发起猛攻。
与此同时，贵族君士坦丁·卡瓦西拉斯率领代表团前往佩特里昂修道院，劝说塞奥多拉和她的姐姐成为共治女皇帝。塞奥多拉习惯于宗教沉思的生活，拒绝他们的恳求，躲进修道院中的礼拜室中寻求庇护。结果塞奥多拉被强行带至首都。圣索菲亚大教堂举行集会，而后民众护送塞奥多拉前往圣索菲亚大教堂，与等待在此处的普世牧首会晤。抵达后，民众宣布塞奥多拉与佐伊共同就职为女皇帝，4月19日深夜，心怀不满的塞奥多拉接受帝国的皇冠，来自帝国各阶层的大批围观者异口同声欢呼雀跃。米哈伊尔五世则被谴责为僭主，被宣告废黜。集会结束后，民众离开大教堂，在外面重新集结，向皇宫进军。4月20日，暴乱者进攻皇宫，对抗全副武装的皇帝军队，当天到翌日凌晨，超过三千人被杀。然而最终，暴乱者占据上风，于4月21日早晨攻破皇宫。佐伊和塞奥多拉都在4月21日加冕，米哈伊尔五世和他的舅父君士坦丁被迫躲在修道院避难。

## 与塞奥多拉共治（1042年）

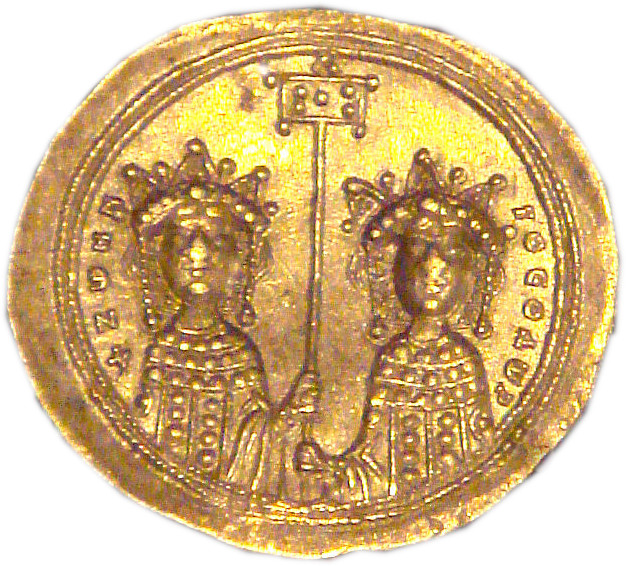
1042年佐伊和塞奥多拉的金币希斯塔麦伦

佐伊立刻认为自己是皇权的象征，试图迫使塞奥多拉退位，返回她本就不该离开的修道院，但是元老院和人民坚持要求两姐妹应该共治。塞奥多拉的第一个行动是处理米哈伊尔五世。佐伊出于同情，不想惩处米哈伊尔，但塞奥多拉明确而坚定，起初，她下达指令，要求带走躲在斯图狄奥斯修道院的米哈伊尔与其舅父君士坦丁，并许诺让他们安全返回宫中，但随即命令君士坦丁堡城市行政官坎帕纳罗斯立即给米哈伊尔和他的舅父君士坦丁动用瞽刑，不久之后米哈伊尔被流放到希俄斯岛上的伊雷蒙修道院，君士坦丁则被送到萨摩斯岛上的修道院中，两人做修道士度过余生。
官方上，佐伊是地位最高的女皇帝，在所有正式场合，佐伊的皇位比塞奥多拉的皇位稍微靠前，而塞奥多拉也乐于退居次席。实际上，塞奥多拉是共治行政管理背后的推动力量。同时代历史学家米哈伊尔·普洛塞斯说：

对于那些不认识她们的人来说，如果我在这里描述一下这两姐妹，也许会有启发意义。年长的佐伊理解问题更快，但回复问题慢些；塞奥多拉则截然相反，她时常保留自己的想法，但每次发言都滔滔不绝且颇有见地。佐伊是个对自己的兴趣充满激情的女人，在生与死的问题上同样热心，她让我想起大海的波浪，时而将船托起，时而令船坠下；这样的极端在塞奥多拉身上却不曾出现，她性情平和，甚至可谓死板。佐伊挥霍无度，是那种能够一夜之间花光金山的女人；另一位女皇帝则锱铢必较，这无疑在一定程度上是因为她此前支配的钱财都颇为有限，没有机会挥霍，但也因为她本身的自控能力更好。
两人的外表差异更大。姐姐尽管并不算高大，却颇为丰满。她的两只大眼分开，眉毛浓密；鼻子略勾，却又不过于如此；她的头发依然是金色，全身都因皮肤白皙而光亮；她身上几乎没有衰老的迹象；事实上，如果你仔细观察她完美协调的四肢，如果你不知道她是谁，你会说这是一个年轻的女人，因为她的皮肤完全没有皱纹，光滑紧致。塞奥多拉则更高挑瘦削，她的头不成比例地小。如我所说，她比佐伊更擅长言辞，行动也更为迅速。没有什么能让她不满的事，她总是欣然微笑着，寻找每一个聊天的机会。
两姐妹管理帝国，颁布一项禁止出售公职的法令，因为拥有国家大多数最高官职的宦官把卖官鬻职当作一般收入来源。与此同时，政府颁布严格命令，以确保司法公正，并约束政府财政代理人的暴行。尽管普塞洛斯认为两位女皇帝的共治统治近乎灾难，声称她们对财务与政务一无所知，看不出帝国重大事务和闺房中最琐碎的杂务之间究竟有何区别，而佐伊以近乎癫狂的施舍耗竭了国库；约翰·斯基里泽斯的说法则截然不同，他指出这一时期颁布了禁止卖官鬻职的法令，帝国的行政与军事管理有所改善，还任命了几位出色的高官，包括被任命为欧洲部队最高指挥官的君士坦丁·卡瓦西拉斯，以及出任意大利督军的乔治·马尼亚基斯，他的官阶朝政大臣已经是非皇室成员所能获取的最高官阶。与此同时，帝国组织了特别法庭以审理前一位皇帝执政时期的贪污腐败案件，米哈伊尔五世的舅父至贵者君士坦丁被从流放的修道院中拖出、接受审判，最终得知，他在自己宫中的秘密储藏室里藏有贪污自国库的5,300磅黄金。
塞奥多拉和佐伊总是一起主持元老院会议，或共同在公众面前露面，但未几共治的两姐妹之间的不和就愈发明显。佐伊嫉妒她的妹妹，虽然她渴望摆脱公共事务的负担，但她决心不让塞奥多拉单独处理政务，因为塞奥多拉在国家事务上表现出了极大的才能，并且非常乐意履行自己的行政职责。官员与元老院成员被迫选择站队支持一位女皇帝，政府开始出现两极分化的迹象。经过两个月的盎盂相击，佐伊想到自己应该再找一个丈夫，如此她就可以把皇位让给第三任丈夫，以此剥夺她妹妹正在迅速获得的影响力。依东正教规定，佐伊的下一段婚姻，也就是第三次婚姻，是她最后一次被允许结婚。

## 与君士坦丁九世和塞奥多拉共治（1042年-1050年）

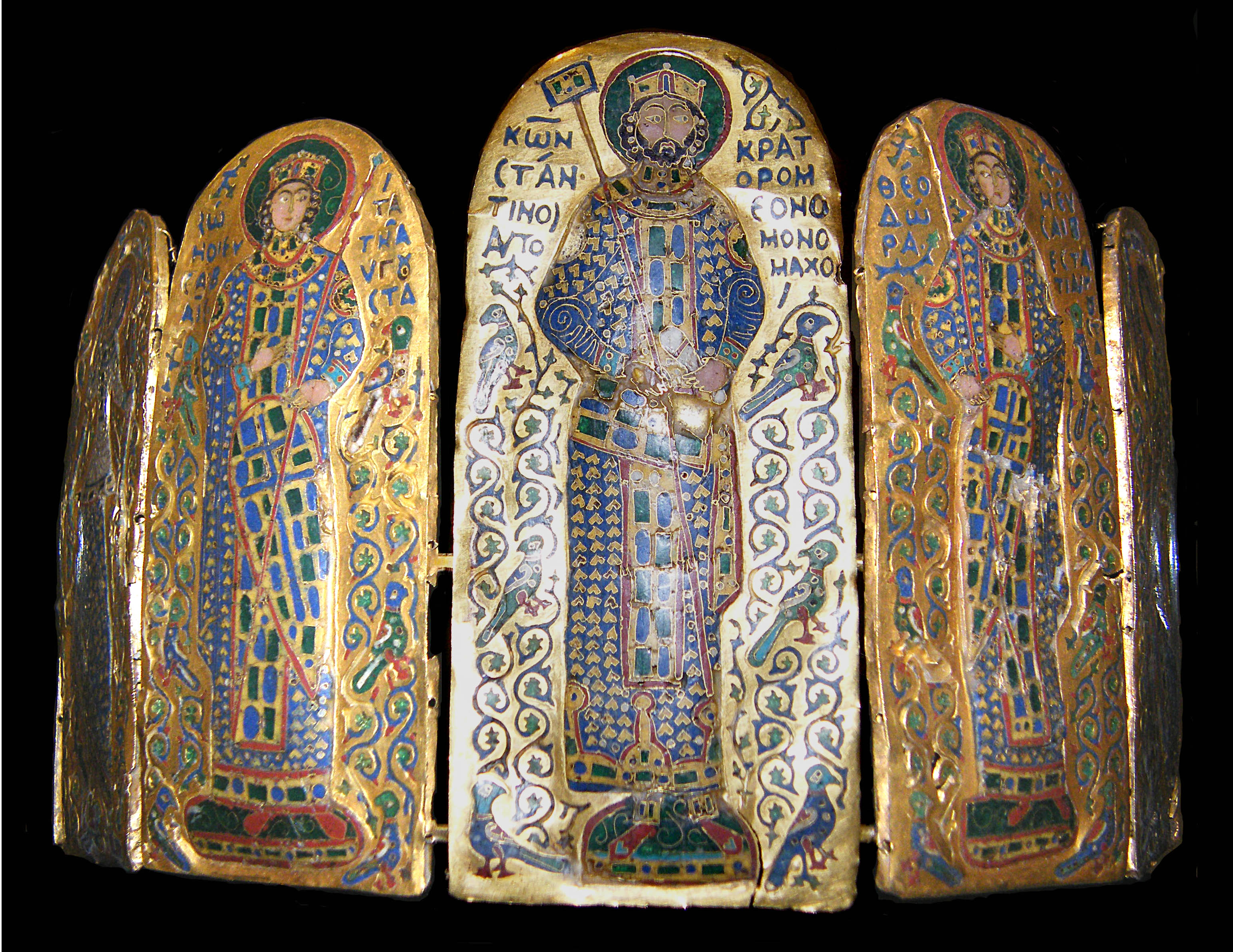
描绘在莫诺马赫王冠上的佐伊（左）、君士坦丁九世（中）与塞奥多拉（右）

对可能成为佐伊丈夫的人选的选择引发广泛争论，许多君士坦丁堡贵族候选人都因这样或那样的原因被拒绝。佐伊更喜欢君士坦丁·达拉塞努斯，他正是她的父亲在1028年的弥留之际最初为她选择的丈夫。达拉塞努斯因其他事情被召到宫中，在宫中被介绍给佐伊，他在与女皇帝会见中，言语唐突，态度居高临下，被立即打发走了。佐伊的下一个候选人是已婚的君士坦丁·阿尔托克里内斯，据传她在罗曼努斯三世统治期间与这位宫廷官员有过婚外情。阿尔托克里内斯在婚礼举行前几天神秘暴亡，可能是被自己即将成为前妻的妻子毒死的，因为她清楚罗曼努斯三世和女皇帝的婚姻导致妻子被迫进入修道院，决心防患于未然，不让这一切在自己身上重演。
佐伊这时想起了英俊、温文尔雅的君士坦丁·莫诺马赫，他也是她的前情人。处于流放中的君士坦丁被召回，庄严抵达君士坦丁堡。这对夫妇于1042年6月11日成婚，其间普世牧守阿莱克修斯拒绝主持这一婚礼，毕竟两人都是第三次成婚。然而翌日他还是为君士坦丁加冕。
佐伊得到了比她预想中更多的东西，君士坦丁决定把他长期以来的情妇玛丽亚·斯科莱丽娜带到宫廷。斯科莱丽娜是君士坦丁已故第二任妻子的侄女。君士坦丁与斯科莱丽娜定情已久，她也陪伴着他在莱斯沃斯岛度过了七年的流放生涯。君士坦丁接到召回君士坦丁堡的命令时，斯科莱丽娜依然留在莱斯沃斯岛。佐伊派信使来到岛上，向斯科莱丽娜保证自己并无恶意，并欢迎她返回君士坦丁堡。斯科莱丽娜此前居住的狭小住所在君士坦丁的馈赠之下逐渐扩展成华丽的宅邸；他们曾经谨慎掩盖的私情，此时也愈发张扬，直到君士坦丁最终公开承认。在元老院成员参与的一次典礼之中，君士坦丁九世和玛丽亚·斯科莱丽娜最终正式确立关系，而这一结合被元老院成员称为“爱之纪念杯”。之后斯科莱丽娜便与君士坦丁和佐伊一起确立了表面上都满意的“三角关系”。64岁的佐伊对丈夫与斯科莱丽娜同床共寝没有表现出任何情绪，而是热情欢迎了她的新伴侣。在君士坦丁的怂恿下，佐伊授予斯科莱丽娜塞巴斯特头衔（奥古斯塔的希腊语翻译变种）。斯科莱丽娜的地位仅次于佐伊和塞奥多拉，有如女皇帝，和她们一样，被称为女独裁者，在公开的巡游队列中紧跟在两姐妹身后。斯科莱丽娜甚至像佐伊一样和君士坦丁讨论同样的问题，尽管有时他更容易受“共治女皇帝”斯科莱丽娜的影响。她们的住处布置得非常文明，佐伊、塞奥多拉的房间分别在左右两边毗邻君士坦丁的房间。斯科莱丽娜的房间离君士坦丁的房间最近，佐伊每次去拜访丈夫之前，都要先弄清楚他是不是一个人，而且他的爱人是否离得他远远的。
君士坦丁一碗水端平，不忘强调佐伊与生俱来的荣誉和权力。1043年，君士坦丁庆祝战胜叛将乔治·马尼亚基斯，佐伊和塞奥多拉分别坐在君士坦丁两侧，尽管女皇帝通常不会出席凯旋游行和仪式。佐伊和塞奥多拉的出席凸显了一个事实，即她们是君士坦丁的帝国权威的源头。然而，在民众眼中，君士坦丁九世对斯科莱丽娜的优待是桩丑闻，最终蜚短流长，说斯科莱丽娜计划谋杀佐伊，可能还有塞奥多拉。这引发君士坦丁堡市民在1044年大规模叛乱。3月9日，为庆祝四十殉道者节日，皇帝在欢呼声中步行离开皇宫，在守卫护送下前往位于查尔克的救世主教堂，准备骑马前往殉教者教堂时，一群市民高喊着：“我们不想让斯科莱丽娜当皇后！我们不想让我们的国母生于紫室者佐伊和塞奥多拉为她而死！”民众怒不可遏，试图绑住君士坦丁，把他撕成碎片。许多人在骚乱中被踩踏致死，君士坦丁的性命危在旦夕。这时，佐伊和塞奥多拉突然出现在阳台上的一扇窗口旁，引起人群的注意，使皇帝得以逃脱。两姐妹安抚民众，保证她们没有危险。由于没有领袖站出来指挥群众，气氛很快恢复平静。佐伊和斯科莱丽娜的联系未几戛然而止。斯科莱丽娜罹患肺病，无法呼吸，于大约1045年死于严重的胸痛和哮喘。此时佐伊已经过了需要性生活的年龄，但君士坦丁的性欲仍很强烈，便找了一个被挟持到君士坦丁堡当人质的阿兰少女做情妇。

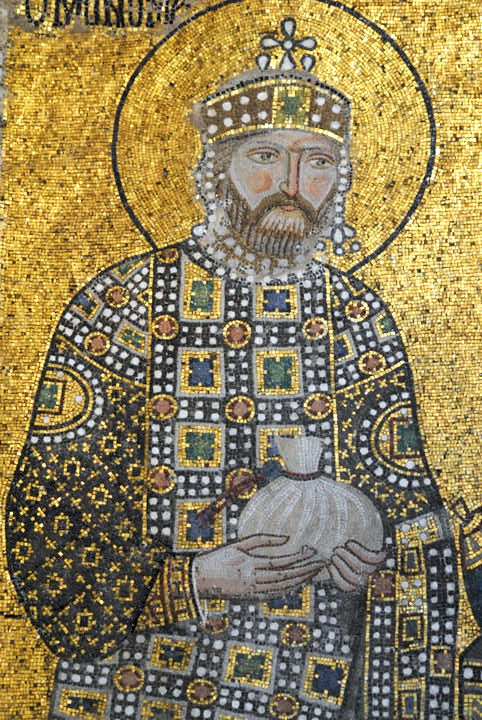
圣索菲亚大教堂的一幅君士坦丁九世的马赛克镶嵌画

佐伊将帝国完全交给君士坦丁管理，但她并未放弃自己的帝国地位，也没有放弃它所带来的真正的权力。佐伊常对仅犯有轻罪的人处以瞽刑，君士坦丁为此不得不撤销她在这方面的命令，否则许多人都会无缘无故失明。佐伊喜欢花钱，慷慨大方。任何热情洋溢的叙述有关她家的光荣事迹，尤其是她的伯父瓦西里二世的事迹，都会令她欢欣鼓舞。国库的出账的流出速度快于进账的流入速度，在佐伊看来，掏空国库是帝国继承人的特权。佐伊不屑于金缕衣服、项链、皇冠和她的身份地位相称的厚重长袍，更喜欢轻薄的裙子。佐伊非常崇拜上帝，亲手制作了一尊基督圣像。这尊圣像点缀着明晃晃的金属饰件，栩栩如生，通过变化颜色来回答问题，并预测即将发生的事情。米哈伊尔·普塞洛斯报告说，他经常看到佐伊把圣像握在手里，对它说话，仿佛它真的活着一样，还有一些时候，佐伊躺在地上，在圣像面前捶胸顿足，“如果她看到神像变白，她就垂头丧气地走掉；但是如果神像变成火红的颜色，它的光晕散发出美丽的光芒，她就会迫不及待地告诉皇帝，预言未来会发生什么事”。
据说佐伊美得惊人，米哈伊尔·普塞洛斯在他的《编年史》中评论道：“她身体的每一部位都很紧致，保养的很好”。佐伊认识到自己的美，并将其作为治国之道。为使青春永驻，佐伊在闺房预备了各种护肤霜和药膏，据说她还开展尝试提高其效力的实验。佐伊在宫殿的房间里经营着一个始终预备香水和软膏的化妆品实验室。普塞洛斯报告说，佐伊七十多岁时，脸上没有一丝皱纹。1050年，佐伊在经历短暂而痛苦病痛折磨后，因发烧去世，享年72岁。佐伊临终前豁免债务人的债务，赦免死刑犯，并最后一次大开国库，让里面的金子像河流一样倾泻而出。佐伊死后被安葬在圣使徒教堂里，她的丈夫悲痛欲绝，还把她坟墓立柱上长出的蕈当成神迹，声称这是她与天使同列的证据。阿莱克修斯一世在位时，佐伊棺木上的金银饰品，以及其他一些不再用于神灵崇拜的小物件都被没收，以充实国库。

## 评价
佐伊通过婚姻或收养使皇帝合法化，四位皇帝即位都离不开佐伊的帮助。历史学者亚历山大·卡日丹评论说：“女皇帝佐伊作为马其顿王朝宗系的最后成员，虽然具有重要的历史意义（和她的妹妹塞奥多拉一起），但在政治上却是个可悲的人物，她更关心软膏、油膏和婚床，而非国家大事。”历史学者琳达·加兰认为，佐伊有时会受到与她有关联的当权者的摆布，但作为政治人物，她通常受到低估。加兰进一步评论说：“佐伊和塞奥多拉是王朝合法后裔，处于独特地位，佐伊对政府没有任何显而易见的兴趣完全是她自己的选择。然而，她的妹妹塞奥多拉却做出不同的选择，并取得一定成功，而将权力移交给帕夫拉戈尼亚人米哈伊尔、敛缝工米哈伊尔和单打独斗者君士坦丁则完全取决于佐伊自己的判断和意愿。”

## 资料来源

### 一手来源
- Michael Psellus. . c. 1080.
  - Psellus, Michael. . 由E. R. A. Sewter翻译. London. 1953  [2021-12-15]. （原始内容存档于2014-08-14）.
- Thurn, Hans (编). . Berlin-New York: De Gruyter. 1973  [2021-12-15]. ISBN 978-3-11-002285-8. （原始内容存档于2017-03-15）.
- Wortley, John (编). . Cambridge: Cambridge University Press. 2010  [2021-12-21]. ISBN 978-0-521-76705-7. （原始内容存档于2021-12-21）.
- Komnene, Anna. . Penguin classics. London: Penguin. 2009. ISBN 978-014-045527-4.

### 二手来源
- Finlay, George. . William Blackwood & Sons. 1853  [2021-12-15]. （原始内容存档于2022-01-06）.
- Garland, Lynda. . . 2006  [2007-04-28]. （原始内容存档于2012-01-22）.
- 亚历山大·卡日丹 (编). . 牛津: 牛津大学出版社. 1991. ISBN 0-19-504652-8.
- Norwich, John Julius. . London: Penguin. 1993. ISBN 978-0-14-011448-5.
- Ostrogorsky, George. . New Brunswick: Rutgers University Press. 1957. OCLC 422217218.
- Panas, Marios; Poulakou-Rebelakou, Effie; Kalfakis, Nicoalos; Vassilopoulos, Dimitrios. . Journal of Cosmetic Dermatology. September 2012, 11 (3): 245–248. PMID 22938012. S2CID 25156633. doi:10.1111/j.1473-2165.2012.00629.x.
- Sherrard, Philip. . Time-Life Books. 1966.
- Treadgold, Warren. . Stanford University Press. 1997. ISBN 978-0-8047-2630-6.

| 生于紫室者佐伊 马其顿王朝出生于：约978年逝世於：1050年6月 | 生于紫室者佐伊 马其顿王朝出生于：约978年逝世於：1050年6月 | 生于紫室者佐伊 马其顿王朝出生于：约978年逝世於：1050年6月 |
| 統治者頭銜                                                | 統治者頭銜 | 統治者頭銜                                                |
| --------------------------------------------------------- | --- | --------------------------------------------------------- |
| 前任： 君士坦丁八世                                       | 罗马人的女皇帝 1028年11月11日–1050年 与罗曼努斯三世（1028年–1034年） 与米哈伊尔四世（1034年–1041年） 与米哈伊尔五世（1041年–1042年） 与塞奥多拉（1042年–1050年） 与君士坦丁九世（1042年–1050年） | 繼任： 君士坦丁九世与塞奥多拉                             |